# Summer Wishes, Winter Dreams
Summer Wishes, Winter Dreams è un film del 1973, diretto dal regista Gilbert Cates.

## Riconoscimenti
- 1974 - British Academy of Film and Television Arts
  - miglior attrice (Joanne Woodward)
- 1973 - National Board of Review Awards
  - Miglior attrice non protagonista (Sylvia Sidney)
- 1975 - Kansas City Film Critics Circle Awards
  - Miglior attrice (Joanne Woodward)
  - Miglior attrice non protagonista (Sylvia Sidney)